# Unionville, Frederick County, Maryland
Unionville este o comunitate fără personalitate juridică, în Frederick County, Maryland, Statele Unite ale Americii.

## Geografia

### Particularitate
Unionville este localitatea în care s-a înregistrat la 4 iulie 1956 cea mai mare cantitate de precipitații căzută într-un minut (31,2 mm).